# Julian Barnes
Julian Patrick Barnes (* 19. leden 1946, Leicester) je anglický spisovatel. Jeho dílo bývá řazeno k postmoderní literatuře.
Roku 2011 vyhrál prestižní Man Bookerovu cenu za román Vědomí konce (The Sense of an Ending). Na cenu byl předtím již třikrát nominován: za romány Flaubertův papoušek (Flaubert's Parrot) (1984), England, England (1998) a Arthur & George (2005). Velmi ceněným je rovněž ve Francii, kde vyhrál roku 1992 Prix Femina Étranger za titul Jak to vlastně bylo?, on sám se označuje za frankofila a má s francouzským kulturním okruhem četné vazby, knihy Cross Channel a Something to Declare jsou Francii přímo věnovány. Český literární časopis A2 zařadil jeho románový esej Žádný důvod k obavám mezi nejlepší světové prózy po roce 2000. Je též nositelem nejvyššího stupně (Commandeur) francouzského Řádu umění a literatury.
V 80. letech 20. století psal i detektivní romány pod pseudonymem Dan Kavanagh. Některé sloupky pro The New Review podepisoval "putovním pseudonymem" Edward Pygge. Před rokem 1986 pracoval jako novinář v denících New Statesman a The Observer.

### Romány
- Metroland (1980)
- Než potkala mě (Before She Met Me, 1982)
  - Než potkala mě, přeložil Jiří Hanuš, doslov napsal Ladislav Nagy, Odeon, Praha 2018, ISBN 978-80-207-1832-7
- Flaubertův papoušek (Flaubert's Parrot, 1984)
  - Flaubertův papoušek, přeložil a doslov napsal Miloš Urban, Mladá fronta, Praha 1996, ISBN 80-204-0565-8
  - Flaubertův papoušek, přeložil Miloš Urban, Odeon, Praha 2016, ISBN 978-80-207-1715-3
- Pohlédnout do slunce (Staring at the Sun, 1986)
  - Pohlédnout do slunce, Mladá fronta, Praha 2009
- Historie světa v 10 a půl kapitolách (A History of the World in 10½ Chapters, 1989)
  - Historie světa v 10 a půl kapitolách, přeložila Eva Klimentová, Nakladatelství Lidové noviny, Praha 1994, ISBN 80-7106-093-3
- Jak to vlastně bylo? (Talking It Over, 1991)
  - Jak to vlastně bylo?, přeložil Zdeněk Böhm, Volvox Globator, Praha 1999, ISBN 80-7207-271-4
- The Porcupine (1992)
- England, England (Anglie, Anglie, 1998)
- Love, etc (Láska atd., 2000)
- Arthur & George (Arthur & George, 2005)
  - Arthur & George, přeložila Zora Wolfová, Odeon, Praha 2007, ISBN 978-80-207-1243-1
- Vědomí konce (The Sense of an Ending, 2011)
  - Vědomí konce, přeložil Petr Fantys, Odeon, Praha 2012, ISBN 978-80-207-1423-7
- Hukot času (The Noise of Time, 2016)
  - Hukot času, přeložil Petr Fantys, Odeon, Praha 2017, ISBN 978-80-207-1762-7
- Jediný příběh (The Only Story, 2018)
  - Jediný příběh, přeložil Petr Fantys, Odeon, Praha 2019, ISBN 978-80-207-1895-2

### Povídkové sbírky
- Cross Channel (1996)
- Stolek s citróny (The Lemon Table, 2004)
  - Stolek s citróny, přel. Viktor Janiš, Plus, Praha 2015, ISBN 978-80-259-0421-3
- Pulse (Puls, 2011)

### Publicistika
- Letters from London (Depeše z Londýna, 1995)
- Something to Declare (Něco k proclení, 2002)
- The Pedant in the Kitchen (2003)
- Žádný důvod k obavám (Nothing to Be Frightened Of, 2008)
  - Žádný důvod k obavám, přeložil Petr Fantys, Odeon, Praha 2009
- Through the Window (2012)
- Roviny života (Levels of Life, 2013)
  - Roviny života, přeložil Petr Fantys, Odeon, Praha 2015, ISBN 978-80-207-1620-0

### jako Dan Kavanagh
- Duffy (1980)
- Fiddle City (1981)
- Putting the Boot In (1985)
- Going to the Dogs (1987)